# Duality
"Duality" é uma canção da banda Slipknot.
O videoclipe foi filmado em 27 de março de 2004 na casa comprada por Paul Gray só para fazer o videoclip, situada no subúrbio de Des Moines. A banda lançou um imenso casting a fim de fazer seus fãs participarem do clipe. Alguns vieram da Ucrânia e da Inglaterra. O resultado é uma destruição e caos total numa casa justamente entregue aos nove integrantes. O clipe custou US$ 500.000, cuja maioria foi investida pra reformar a casa.
"Duality" é uma música de metal e faz parte do álbum Vol. 3: (The Subliminal Verses). A música foi nomeada para um Grammy na categoria de Best Hard Rock Performance em 2005.

## Posição nas paradas musicais
| Parada (2004)                                   | Melhor posição |
| ----------------------------------------------- | -------------- |
| Bélgica (Ultratop 50 de Flandres)               | 7              |
| Bélgica (Ultratop 50 da Valônia)                | 37             |
| França (SNEP)                                   | 74             |
| Alemanha (Offizielle Deutsche Charts)           | 38             |
| Hungria (Single Top 40)                         | 6              |
| Irlanda (IRMA)                                  | 43             |
| Itália (FIMI)                                   | 27             |
| Países Baixos (Single Top 100)                  | 63             |
| Escócia (Scottish Singles Chart)                | 16             |
| Suécia (Sverigetopplistan)                      | 35             |
| Suíça (Schweizer Hitparade)                     | 87             |
| Reino Unido (OCC UK Rock and Metal)             | 1              |
| Reino Unido (UK Singles Chart)                  | 15             |
| Estados Unidos (Bubbling Under Hot 100 Singles) | 6              |
| Estados Unidos (Billboard Mainstream Rock)      | 5              |
| Estados Unidos (Billboard Alternative Airplay)  | 6              |